# Shiny Abraham
Shiny Kurisingal Abraham (* 8. Mai 1965 in Thodupuza, Idukki, Kerala, Indien) ist eine ehemalige indische Leichtathletin, die sich auf den Mittelstreckenlauf spezialisiert hat. 

## Sportliche Karriere
Shiny Abrahams sportliche Karriere begann in ihrer Schulzeit an der Raja Sports School in Thiruvananthapuram, der Hauptstadt des Bundesstaates Kerala. Nach dem Schulabschluss studierte und trainierte sie am Alphonsa College in Pala. 
Abraham hatte sich auf den Mittelstreckenlauf, insbesondere auf die 800-Meter-Distanz, spezialisiert, startete aber auch über 400 Meter. 1981 wurde sie erstmals indische Meisterin über 800 Meter. Bis 1995 war sie jedes Jahr indische Meisterin über diese Distanz. Einen ihrer ersten internationalen Einsätze absolvierte sie bei den Asienspielen 1982 in Delhi. 1984 reiste sie zu den Olympischen Spielen von Los Angeles. Sie erreichte über 800 Meter das Halbfinale, sie war damit die erste indische Leichtathletin, die bis in ein Halbfinale vorstieß. Mit der 400-Meter-Staffel erreichte sie sogar das Finale und wurde Siebte. 
1985 wurde sie Asienmeisterin über 800 Meter und mit der der 4-mal-400-Meter-Staffel. Über die 400-Meter-Distanz gewann sie Silber hinter ihrer Teamkameradin P. T. Usha. Bei den Asienspielen 1986 in Seoul gewann sie Silber über 400 Meter und Gold mit der Staffel. Im 800-Meter-Lauf wurde sie, in Führung liegend, disqualifiziert, da sie die Innenbegrenzung der Bahn berührt hatte.  Eine weitere Asienmeisterschaft folgte 1987, wieder mit der Staffel. Bei den Olympischen Spielen von Seoul 1988 scheiterte sie über 800 Meter und auch mit der Staffel jeweils in der ersten Runde. 
Bei den Asienmeisterschaften 1989 in Neu-Delhi erzielte Abraham exakt die gleichen Erfolge wie schon 1985: Gold über 800 Meter und mit der Staffel, Silber hinter Usha über 400 Meter. 1991 in Kuala Lumpur wurde sie erneut mit der Staffel Asienmeisterin. Sie siegte ebenso über 400 Meter. Über 800 Meter gewann sie diesmal Silber. Bei den Olympischen Spielen 1992 in Barcelona trat Abraham nur im 800-Meter-Lauf an und schied in der ersten Runde aus. In Barcelona war sie die erste Frau, die die indische Flagge ins Stadion trug. 
1994 konnte sie bei den Asienspielen in Hiroshima schließlich Bronze über 800 Meter und Silber mit der Staffel gewinnen. Zwei Bronzemedaillen über 400 und 800 Meter sowie eine Silbermedaille mit der Staffel kamen bei den Asienmeisterschaften 1995 in Djakarta hinzu. Einen ihrer letzten internationalen Einsätze absolvierte sie bei den Olympischen Spielen 1996 in Atlanta. Diesmal wurde sie nur in der Staffel eingesetzt, die in der Vorrunde ausschied.

## Privatleben
Shiny Abraham heiratete den Schwimmer Cherian Wilson. Das Paar hat drei Kinder. Sie arbeitet als Generalmanagerin für die Regierungsorganisation Food Corporation of India.

## Auszeichnungen
- 1984: Arjuna Award
- 1998: Padma Shri
- 1998: Birla Award
- 2009: Auszeichnung für ihr Lebenswerk durch den Nachrichtensender CNN-IBN